# Aizoon canariense
Espèce
Classification APG IV (2016)
Aizoon canariense est une espèce de plantes à fleurs de la famille des Aizoaceae. C'est une plante succulente originaire des îles Canaries et largement répandue en Afrique et au Proche et Moyen-Orient.
C'est l'espèce type du genre Aizoon. 

## Dénominations
Parfois nommée « leaved aizoon » (dans certaines bases de données anglophones).
Le nom du genre Aizoon provient du grec aeí ("pour toujours") et zỗion ("être vivant").

## Caractéristiques

### Port général
A. canariense est une plante succulente, à port herbacé. Une fois arrivée à la fin de son cycle de vie, elle se dessèche progressivement et demeure à l’état de squelette végétal,.

### Appareil végétatif
La plante a un aspect prostré et possède des tiges horizontales multiples pouvant mesurer jusqu’à 40 cm de long. 
Les feuilles de A. canariense sont simples, succulentes, alternes, de forme spatulée ou ovale, fixées par un court pétiole (pas plus de 2 mm de long) dépourvu de stipules. Leur limbe mesure jusqu’à 70 mm de long et 45 mm de large. 
Son système racinaire est pivotant et ligneux,.

### Appareil reproducteur
Les fleurs de A. canariense sont hermaphrodites et sessiles. Elles portent un périgone vert ou jaune, constitué de 4 à 5 tépales, disposés en un anneau externe, et 12 à 15 étamines groupés en un anneau interne, à la base duquel se situent les nectaires. Toutes les fleurs sont unilatérales (portées par un seul côté de la tige),.
Son fruit est une capsule pentagonale en forme d’étoile, d'un diamètre de 5-8 mm, qui s’ouvre par 4 à 5 valves sous l’effet de l’humidité,. Les capsules peuvent rester à l’état desséché pendant plusieurs années avant de s’ouvrir,. Les graines contenues dans les lobes de la capsule sont nombreuses, réniformes et font environ 0,9 mm de long,.

### Particularités physiologiques
En tant que plante succulente, A. canariense, peut stocker des quantités importantes d’eau dans ses feuilles pour traverser les périodes de sécheresse, et a une densité stomatale faible afin de limiter l’évapotranspiration. 
Néanmoins, comme elle effectue sa photosynthèse en C3 (phase sombre et claire simultanées de jour), elle doit obligatoirement ouvrir en grand ses quelques stomates pendant la journée, diminuant le contrôle de son équilibre hydrique. Comme d’autres succulentes au fonctionnement similaire, A. canariense contourne le problème par une floraison précoce, avant la saison sèche, pendant laquelle elle ne conserve quasiment plus de structures photosynthétiques fonctionnelles.

## Taxonomie et classification

### Synonymes
- Aizoon procumbens Crantz. (1766)
- Aizoon spathulatum Eckl. & Zeyh. (1837)
- Glinus crystallinus Forssk. (1775)
- Veslingia cauliflora Moench. (1802)
- Veslingia heisteri Fabr. ex Willd. (1799)
- Glinus procumbens Forssk.
- Mesembryanthemum dubium auct. sensu Haw. 1795, non Haw. (1803)
- Aizoon canariense var. denudata Sond[7].

## Écologie

### Régions d'origine et régions où la plante s'est naturalisée
Originaire des îles Canaries (dont elle porte le nom), A. canariense s’est répandue en Afrique du Nord et Afrique tropicale, sur les rives ouest et est de la Méditerranée, puis à travers le Proche-Orient (Égypte et Arabie Saoudite) jusqu’au Moyen-Orient (Iran méridional, Pakistan et Afghanistan) dans leurs régions les plus sèches. Parallèlement, elle a également colonisé le Sud et l’Est de l’Afrique (Mozambique, Angola, Zimbabwe, Afrique du Sud et Namibie),.
Cette espèce est probablement la plus répandue de la sous-famille des Aizooideae.

### Habitat
A. canariense est une plante xérophile, exclusivement terrestre, poussant généralement dans les déserts chauds sur des substrats très secs, comme le sable ou le gravier, souvent des sites rudéralisés. Elle est capable de tolérer des sols salés et est très résistante à la sécheresse. Néanmoins, elle supporte mal d’être pleinement exposée au soleil, sauf dans les régions côtières, où l’air plus frais,.

### Cycle de vie
Le cycle de développement et la période de floraison de la plante diffèrent en fonction de son aire de distribution :
- Au Proche-Orient, la floraison a lieu de janvier à avril, sa période de croissance végétative étant limitée à l’intervalle de décembre à février[1],[6].
- Au Moyen-Orient (ex. Pakistan), elle se produit entre septembre et novembre[5].
- Dépendant les régions, A. canariense peut se présenter comme une annuelle à nombreuses tiges au ras du sol (Afrique tropicale, Proche-Orient et Moyen-Orient) ou comme une vivace plus grande (Afrique australe)[8].

### Interactions avec d'autres espèces
Les interactions entre A. canariense et d’autres organismes sont très peu documentées, en particulier ses interactions avec ses pollinisateurs. Une étude visant à déterminer les pollinisateurs principaux de la famille des Aizoaceae suggère que des pollinisateurs de prédilection soient des coléoptères.

## Propriétés
A. canariense contient des quantités substantielles d’acides gras omega-3 et omega-6, et représente donc un intérêt alimentaire et pharmaceutique potentiel.

## Galerie

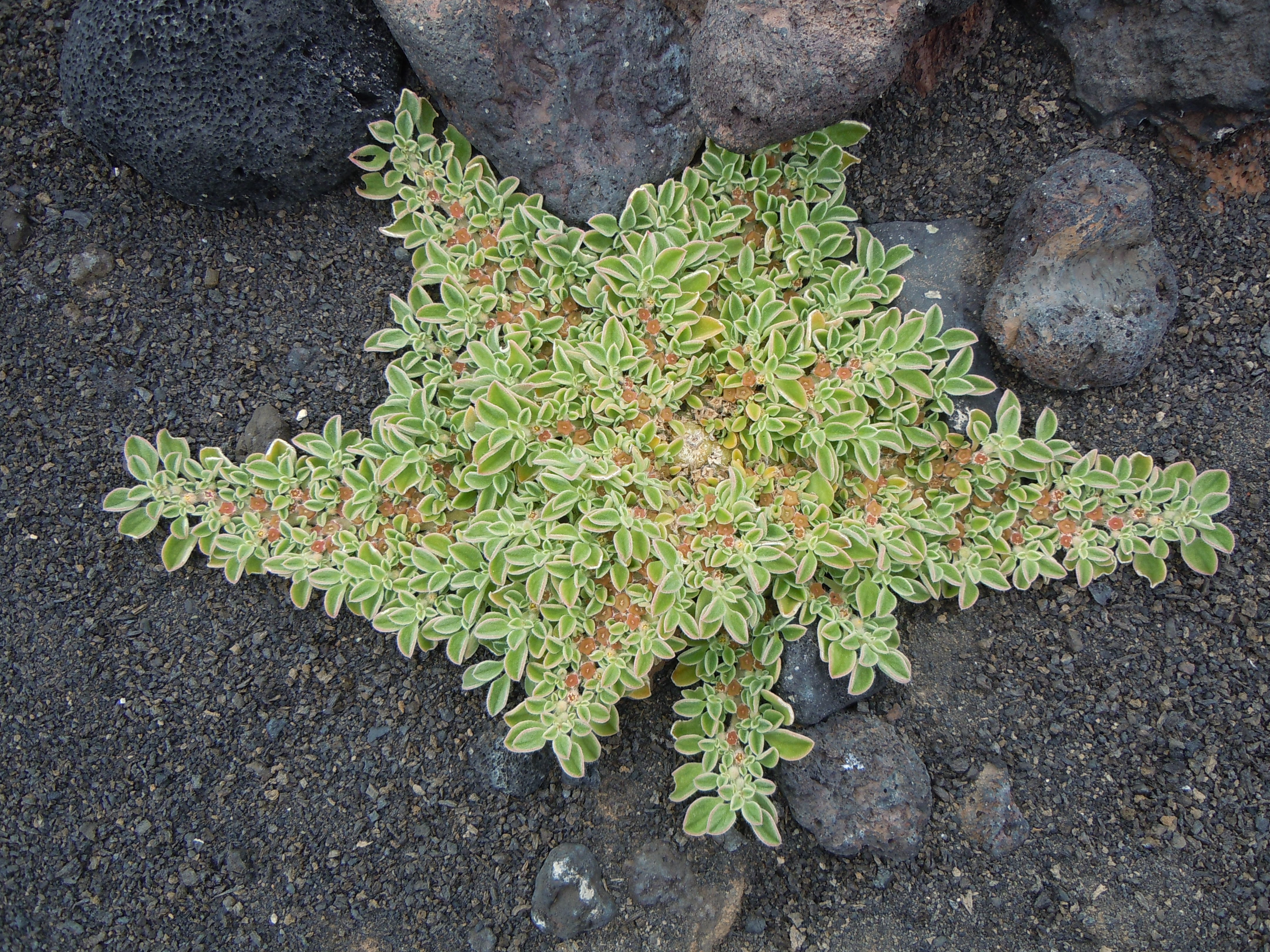
Aspect caractéristique de A. canariense à Lanzarote.
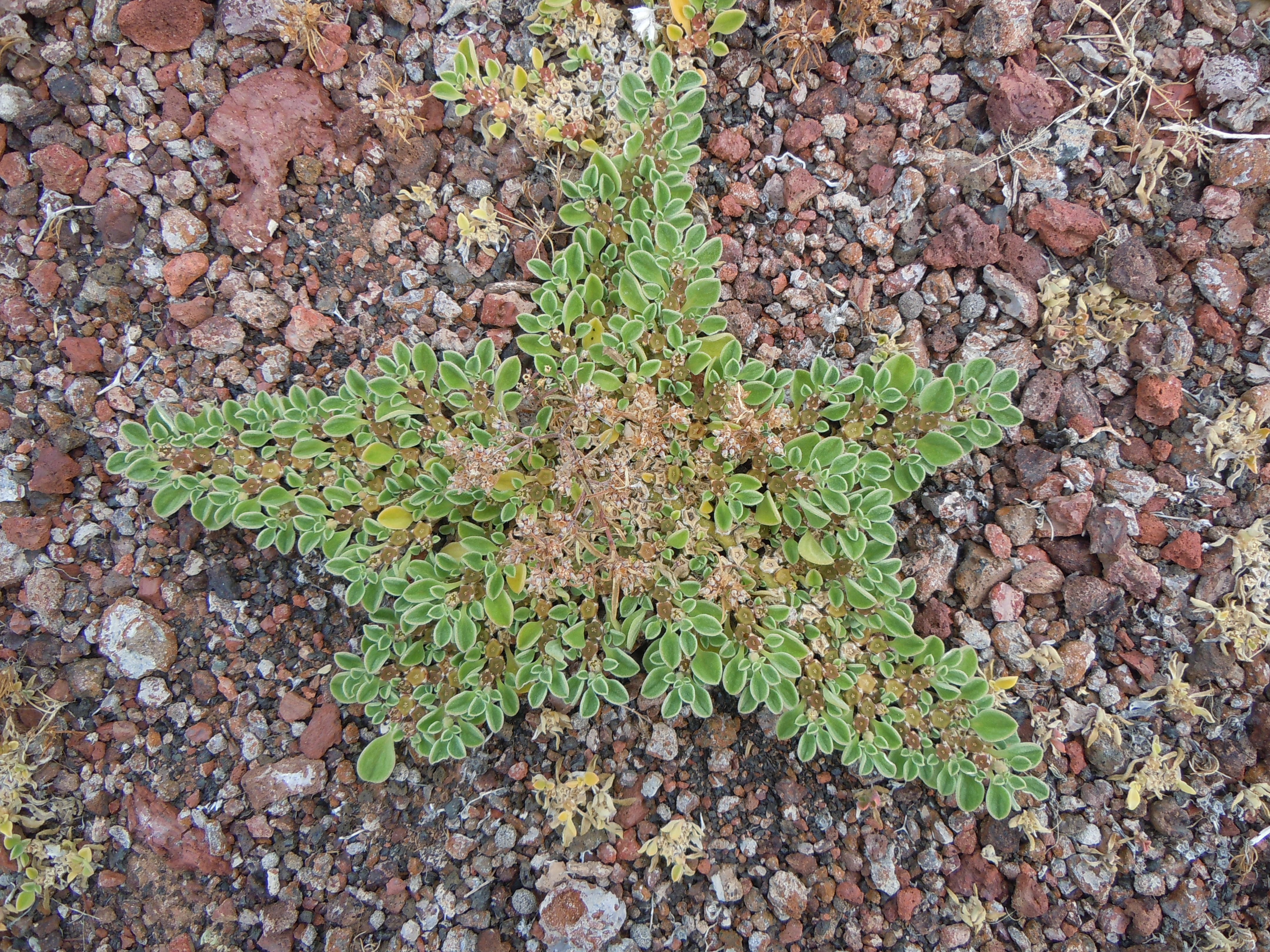
Aizoon canariense au pied de la Montaña Bermeia, Yaiza, Lanzarote.
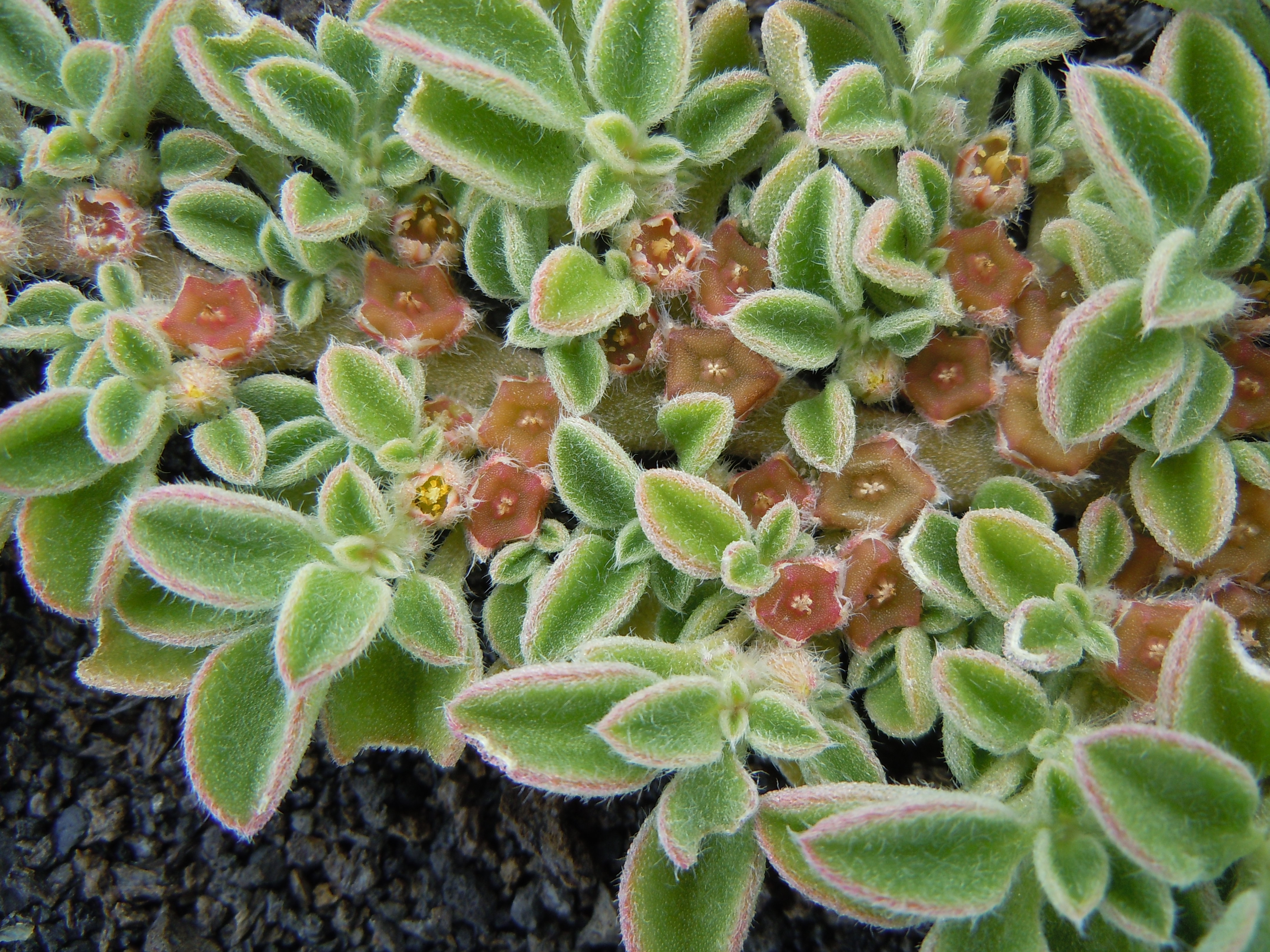
Détail des feuilles et des fleurs.